# آگوستین لارا
آگوستین لارا (اسپانیایی: Agustín Lara‎؛ ۳۰ اکتبر ۱۸۹۷ – ۶ نوامبر ۱۹۷۰) آهنگساز، خواننده، هنرپیشه، ترانه‌سرا و بازیگر سینما اهل مکزیک بود. آثار او به‌طور وسیعی نه تنها در مکزیک بلکه در آمریکایی مرکزی و جنوبی و اسپانیا مورد تأیید و ستایش بود. بعد از مرگش، آثار او در آمریکا، ایتالیا و ژاپن نیز مورد توجه و تأیید قرار گرفت.

## زندگی هنری

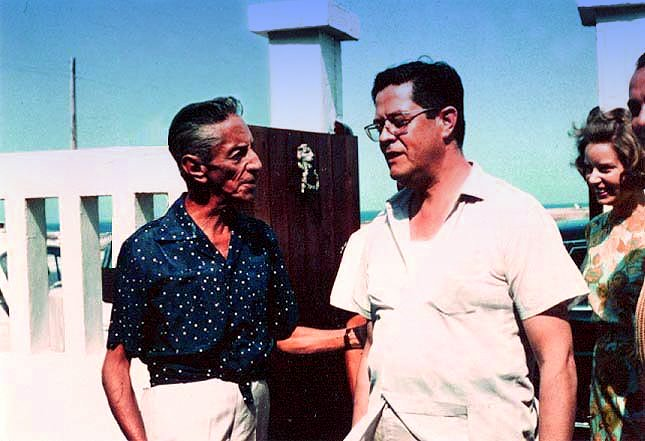
گیرمو گونزالس کامارنا، با آگوستین لارا

لارا در شهر تلاکوتالپا در مکزیک به دنیا آمد. او اولین آهنگ خود را به اسم Marucha در سال ۱۹۲۷ ساخت. اولین کنسرت او در کوبا در سال ۱۹۳۳ برگزار شد. در دهه ۱۹۴۰ در اسپانیا کاملاً شناخته شده بود. خارج از مناطق اسپانیایی زبان، معروف‌ترین ترانه او «Granada" and "Solamente Una Vez (You Belong To My Heart)»، است که توسط خوانندگان سایر ملیت‌ها مانند انریکو کاروسو، ماریولنزا و خوزه کارراس خوانده شده‌است.

## درگذشت
آگوستین لارا در ۶ نوامبر ۱۹۷۰ در ۷۳ سالگی درگذشت. مقبره آگوستین لارا در مکزیکوسیتی قرار دارد.

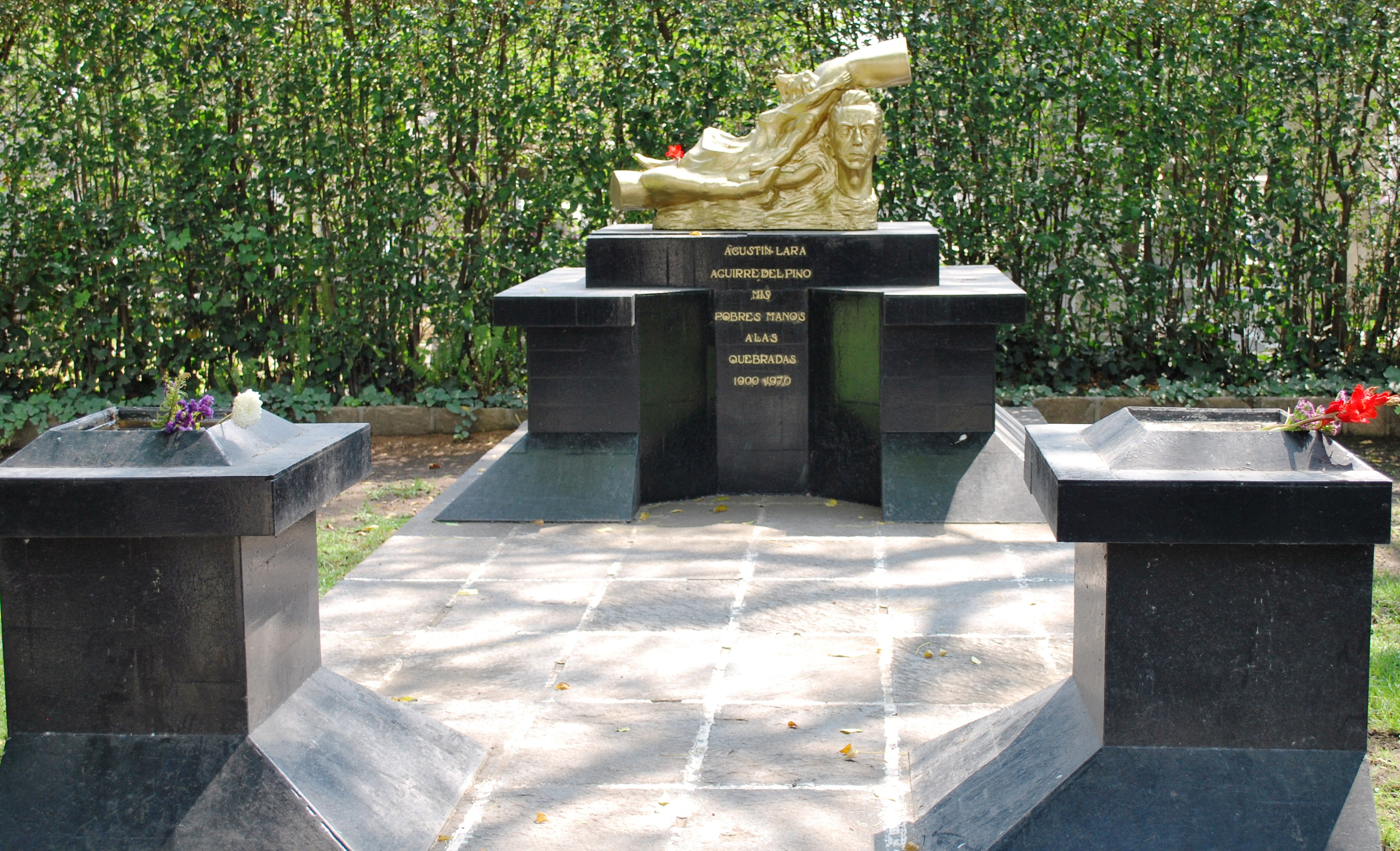
قبر آگوستین لارا در مکزیکوسیتی